# Скандал з Essjay
Скандал з Essjay — події, пов'язані з тим, що учасник  Вікіпедії англійською мовою, який редагував під псевдонімом Essjay і видавав себе за професора, виявився самозванцем, 24-річним студентом, який отримував знання з онлайн-посібників «для чайників». Незадовго до того, як правда про Essjay стала надбанням громадськості, Джиммі Вейлз призначив його в арбітражний комітет.

## Інтерв'ю

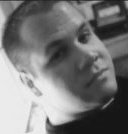
Фотографія Джордана з його сторінки у Вікії

Співробітниця газети The New Yorker Стейсі Шифф, яка раніше була удостоєна Пулітцерівської премії, збиралася написати статтю про Вікіпедію. Один з учасників проекту порекомендував їй взяти інтерв'ю у Раяна Джордана (англ. Ryan Jordan), тоді ще відомого тільки під псевдонімом Essjay. Той погодився поділитися досвідом адміністраторської роботи в Вікіпедії за умови, що вона (тобто Шифф) «не повинна розкривати ніяких особистих відомостей, крім тих, що містяться на його користувацькій сторінці». 
В інтерв'ю Джордан заявив, що має вчені ступені з теології і канонічного права та довгий час викладає в приватному університеті. Крім того, він заявив, що проводить у Вікіпедії не менше 14 годин на добу і при цьому приховує своє захоплення від колег і друзів.
Він розповідав, що часто бере на заняття портативний комп'ютер, що дозволяє йому займатися улюбленою справою, поки його студенти виконують тестові завдання. Свою анонімність Джордан пояснював бажанням уникнути переслідування у віртуальному просторі. Джордан розповів, що відправив від свого імені лист викладачеві коледжу, який забороняв використовувати матеріали Вікіпедії в роботах, в якому висловився на захист Вікіпедії, і для додання ваги своїм твердженням використав свої вигадані регалії.

## Розкриття
Свої справжні особисті дані Джордан опублікував на особистій сторінці у Вікії. Його колеги по Вікіпедії попросили пояснити явні невідповідності, на що Джоржано дав ґрунтовну відповідь:
Даніель Брандт, громадський діяч, який часто критикував Вікіпедію, доніс інформацію про Джордана до редакції газети «The New Yorker». У лютому 2007 р. вийшло спростування. Поточна версія статті на сайті газети містить примітку, в якій говориться: «Essjay стверджує, що йому 24 роки, жодної наукового ступеня у нього немає і він ніколи не викладав.»